# شورلت ال کامینو

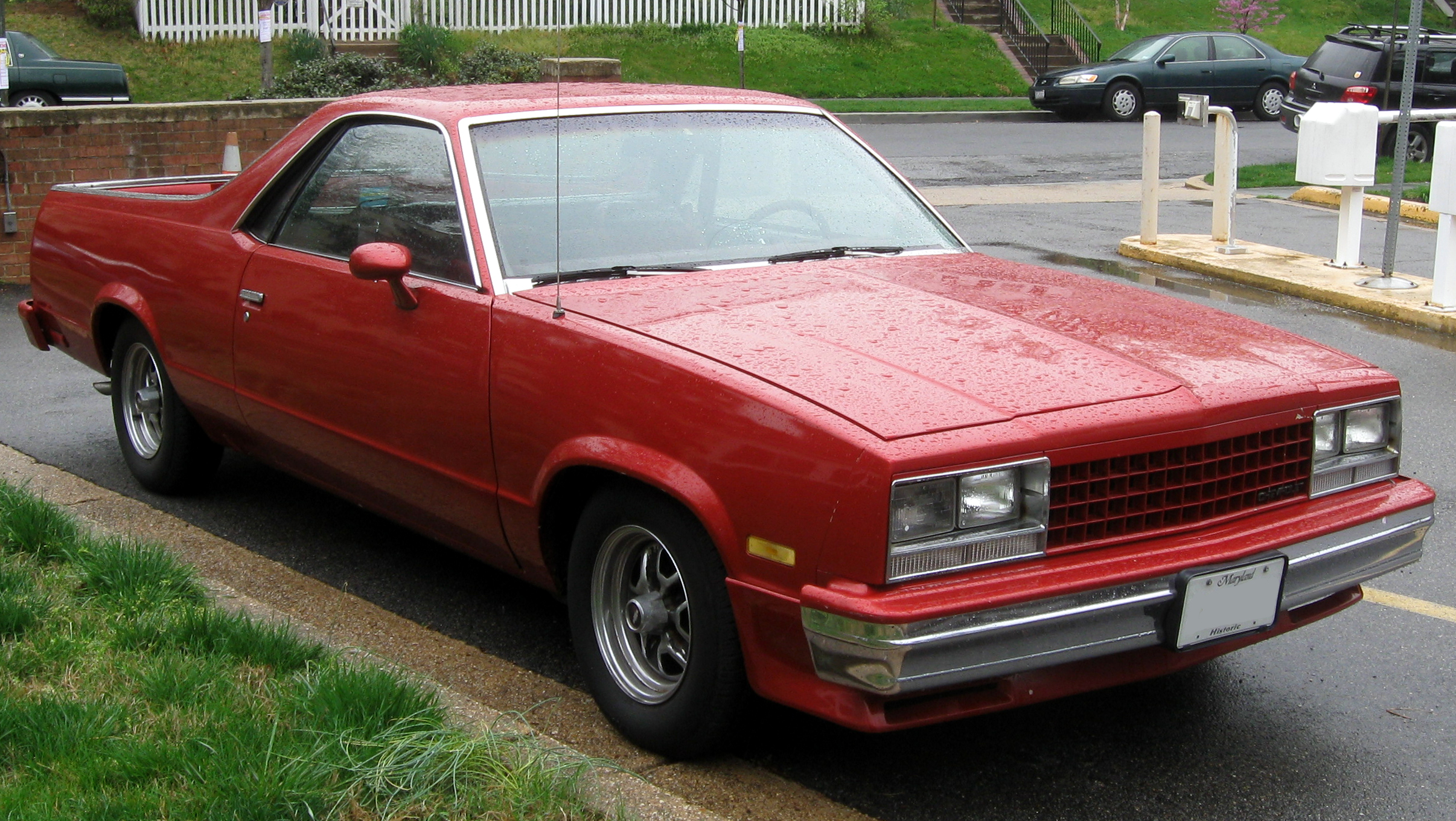

شورلت ال کامینو (به انگلیسی: Chevrolet El Camino) یک خودروی ساخت شرکت خودروسازی شورلت است. طراحی آن موتور جلو-محور عقب بوده‌است.

## نگارخانه

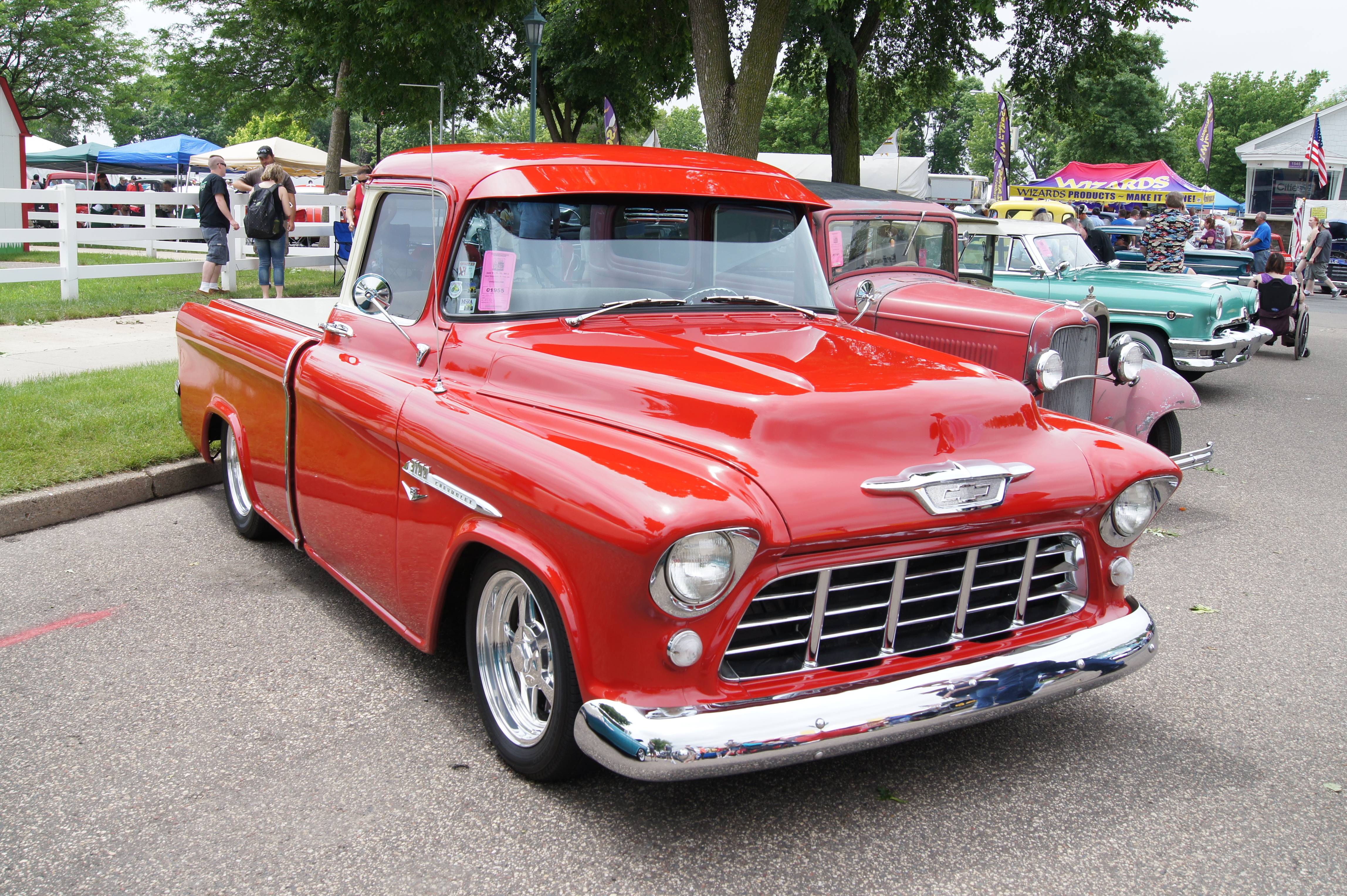
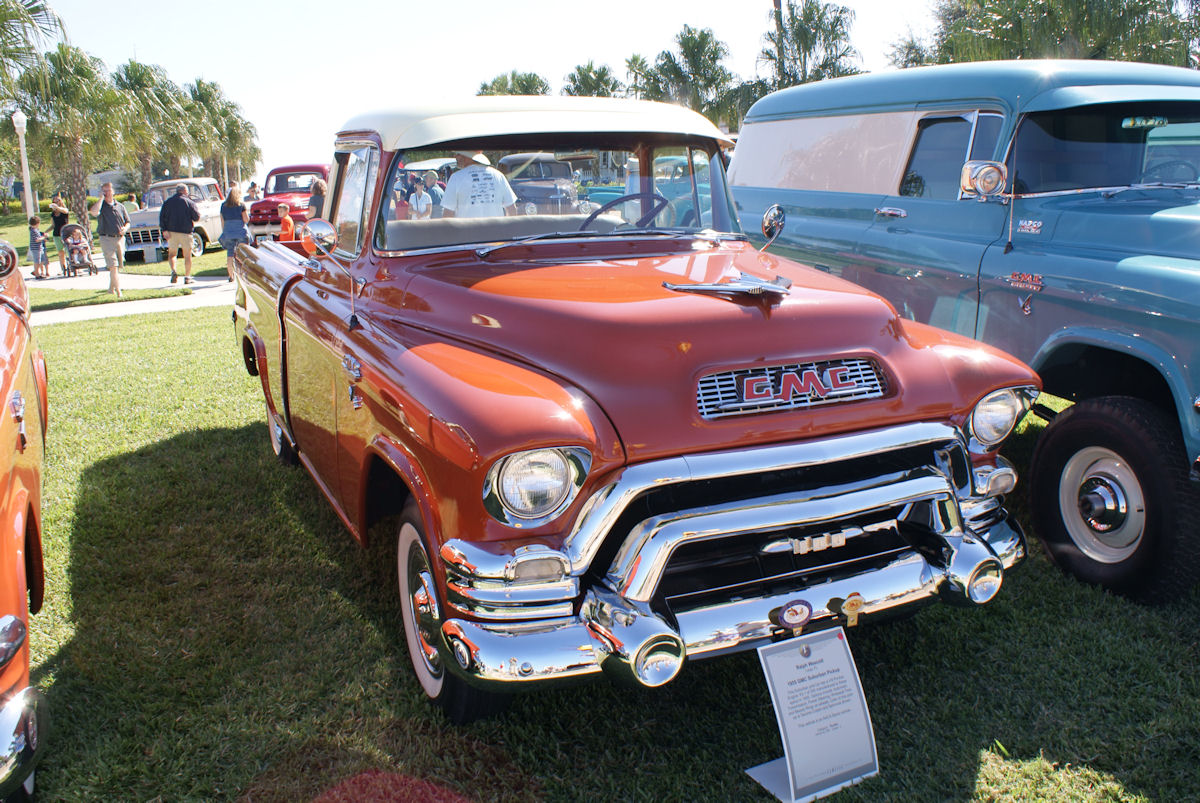
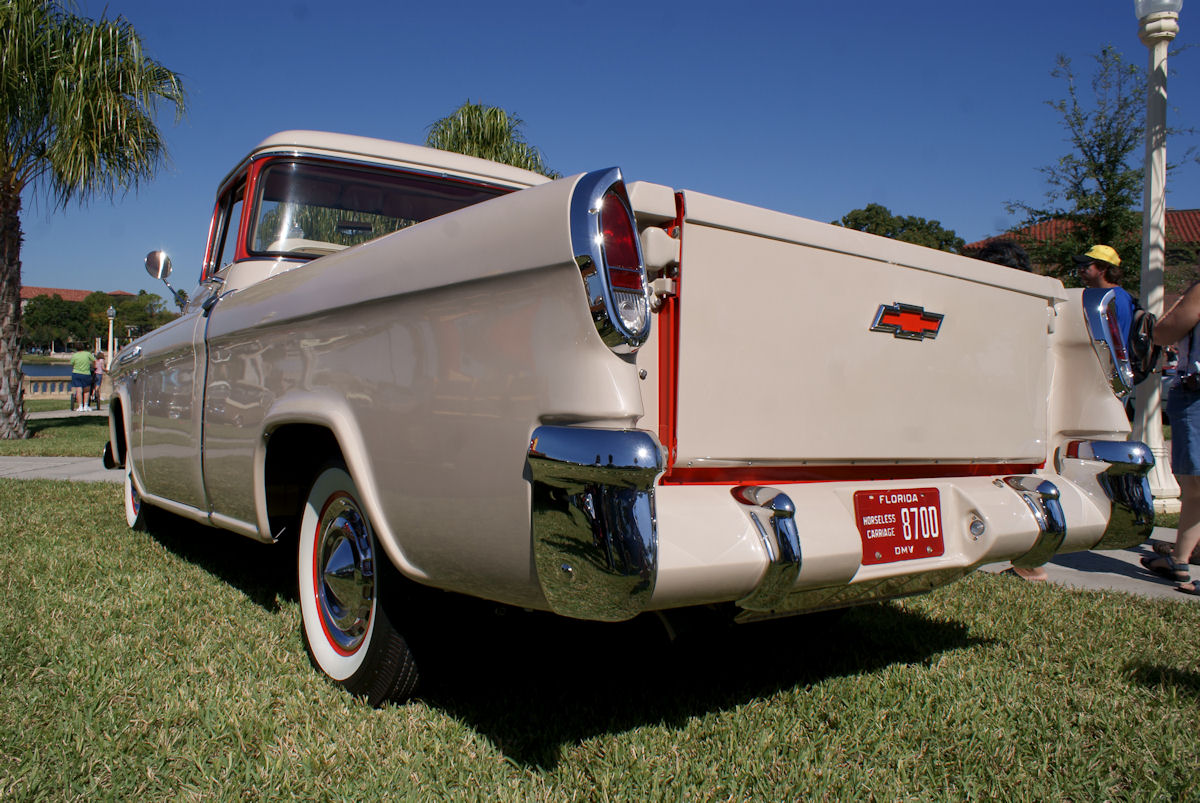
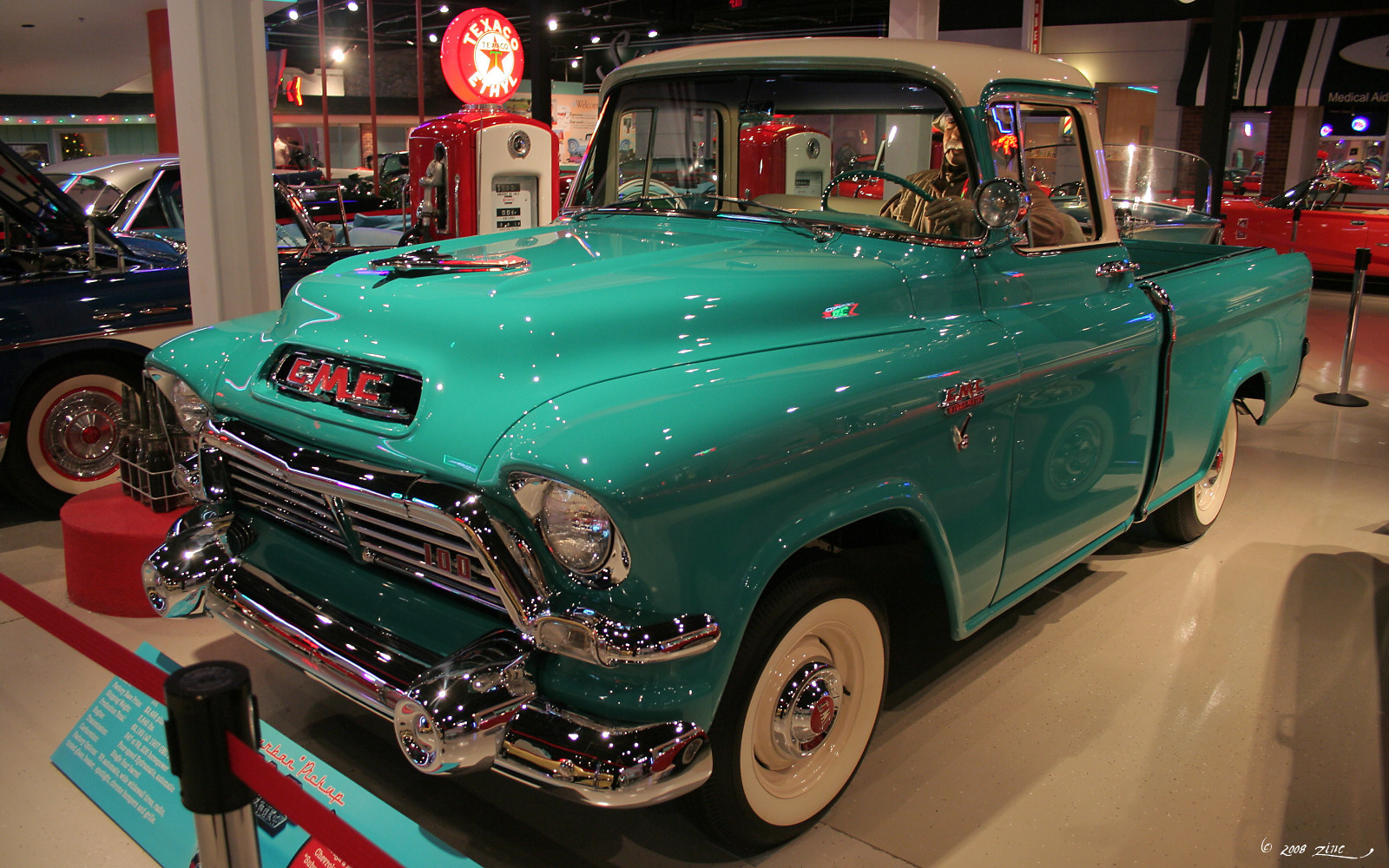
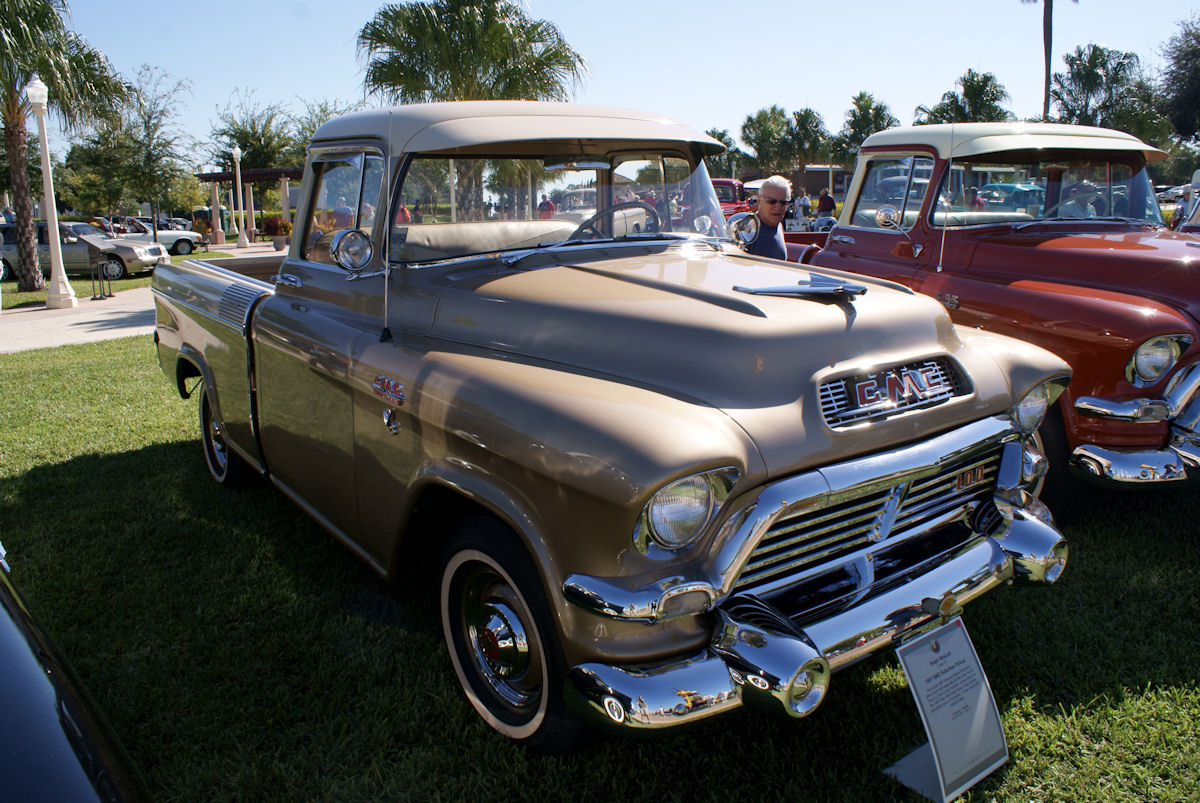
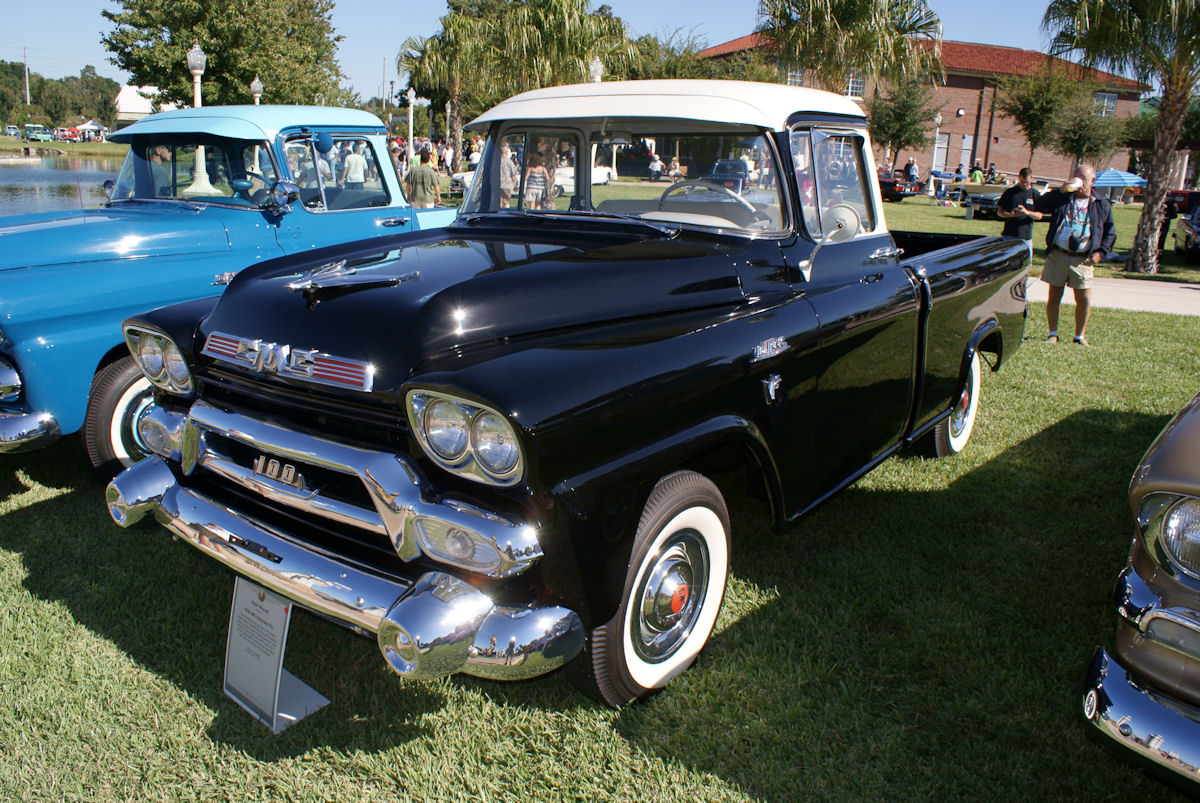
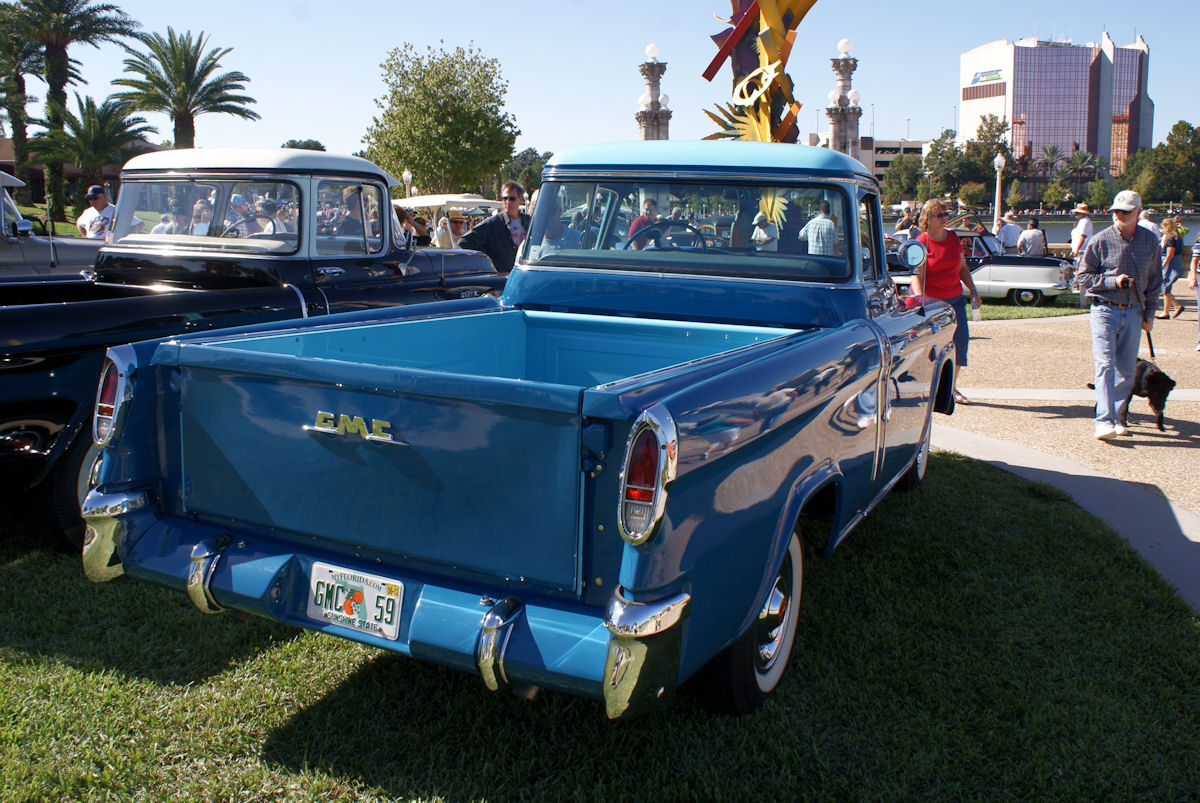